# Озеро Мочурине
О́зеро Мочу́рине — гідрологічний заказник місцевого значення в Україні. Об'єкт розташований на території Камінь-Каширського району Волинської області, ДП «Камінь-Каширське ЛГ» (Нуйнівське лісництво, кв. 14, вид. 7). 
Площа 10 га, статус отриманий у 1992 році.
Статус надано з метою охорони та збереження у природному стані озера карстового походження у басейні р. Турія. Площа озера — 10 га, середня глибина — 2 м., максимальна — 8 м. Дно озера замулене, потужність сапропелевих відкладів — 5 м. 
Озеро оточене сосново-березовим лісом, по берегах зростають різні види осоки (Carex), очерет звичайний (Phragmites australis), рогіз вузьколистий (Typha angustifolia).
Поруч, на північний захід, захід та південний захід, розташований ботанічний заказник місцевого значення «Нуйнівський».

## Галерея

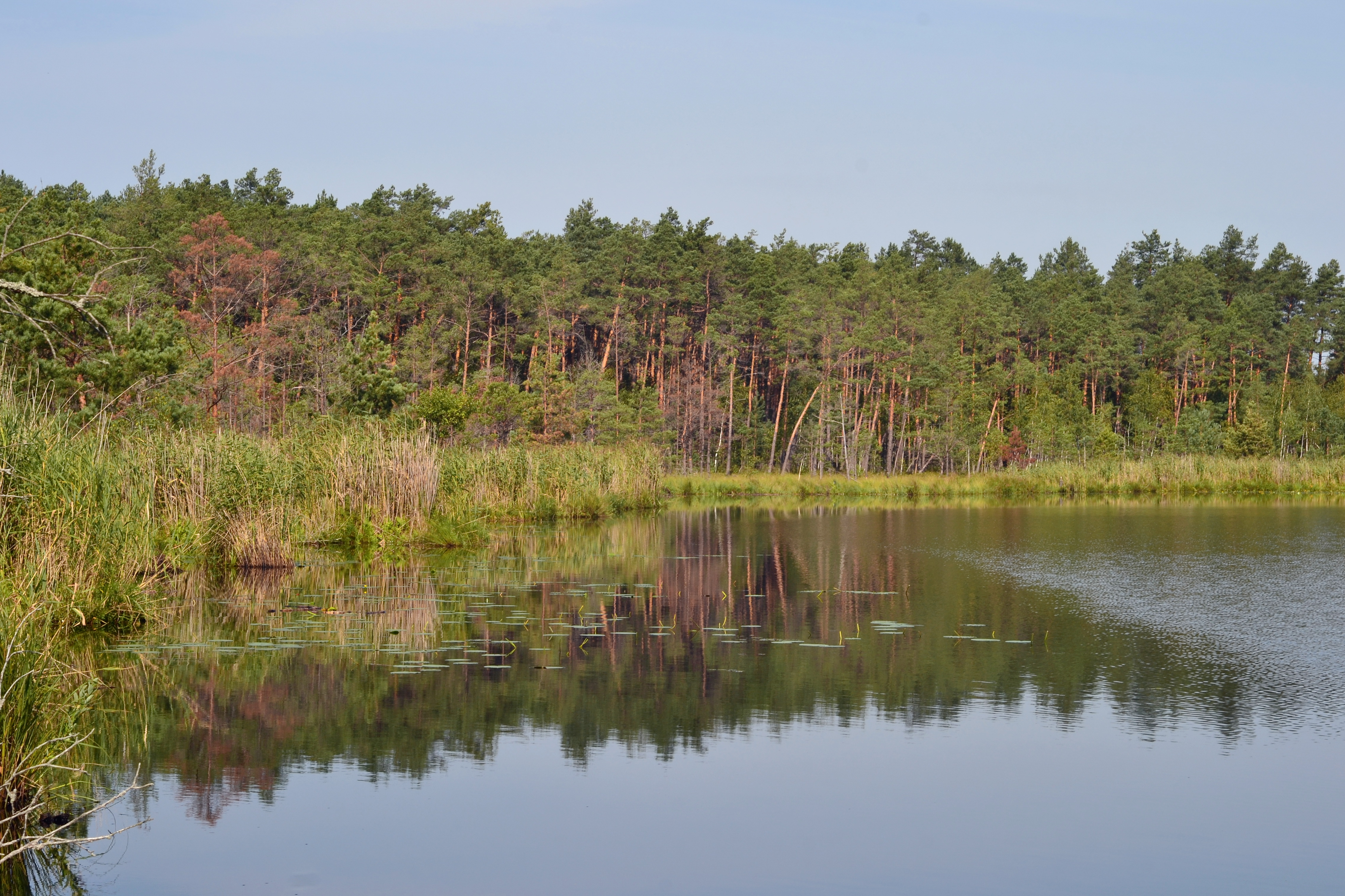
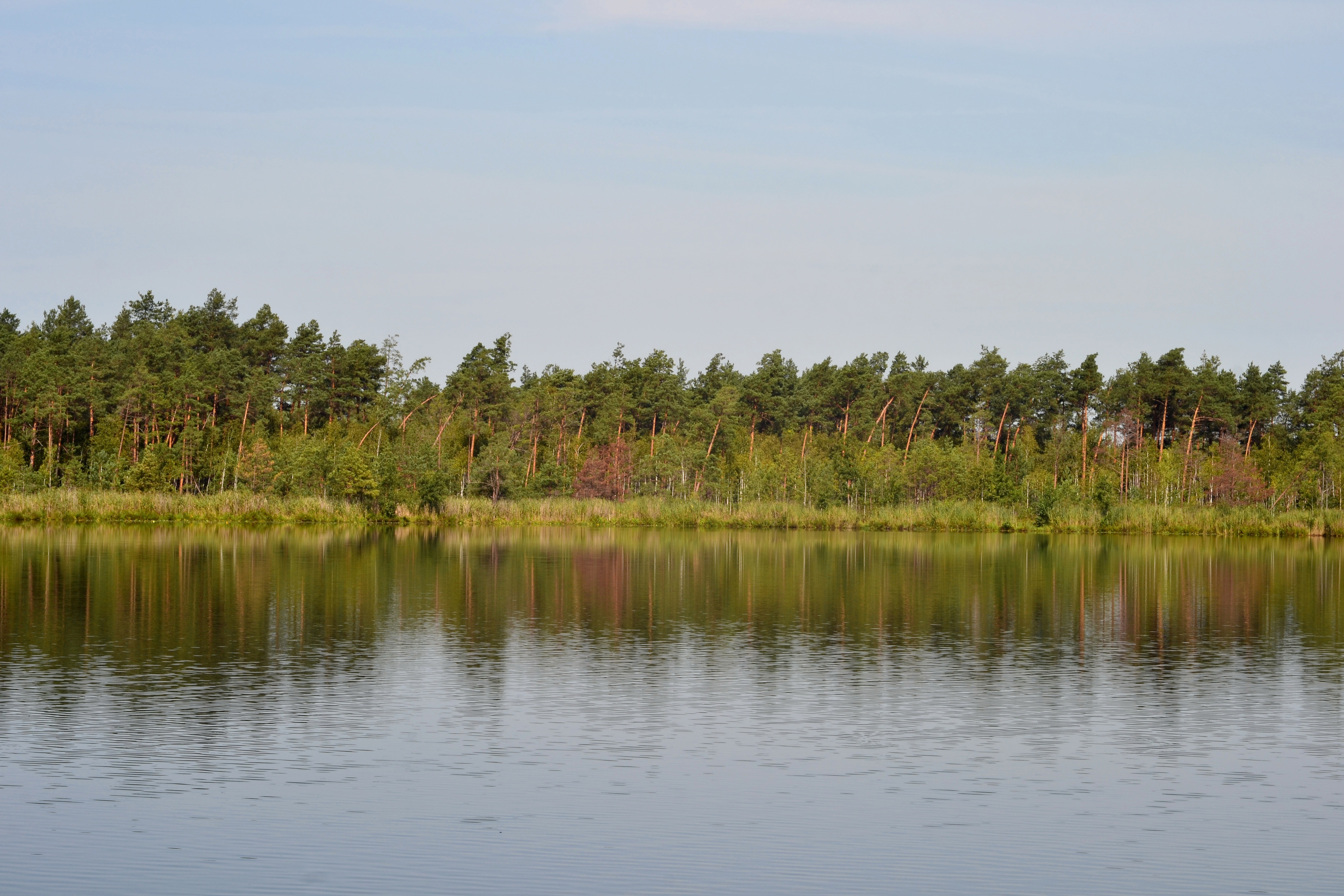
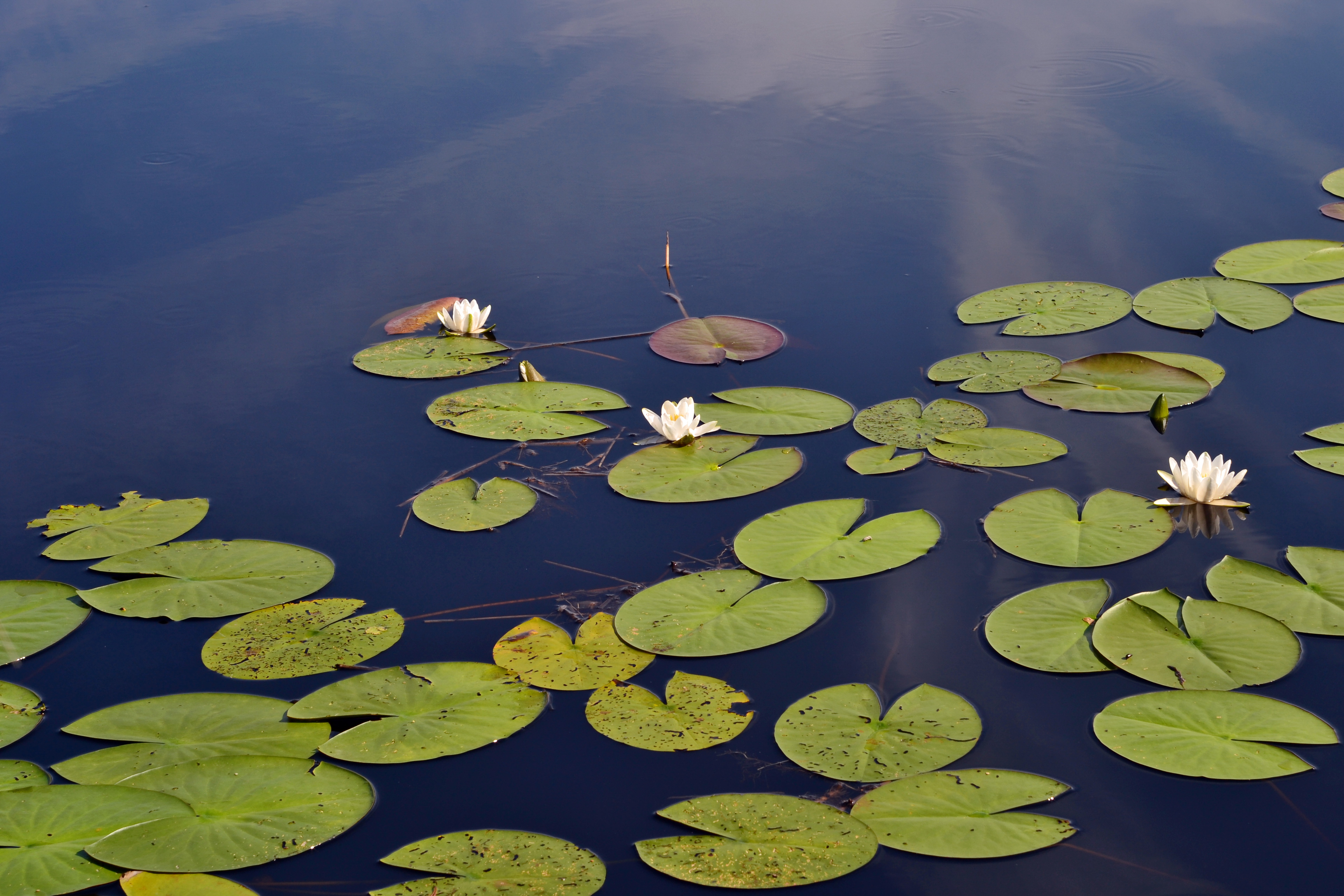
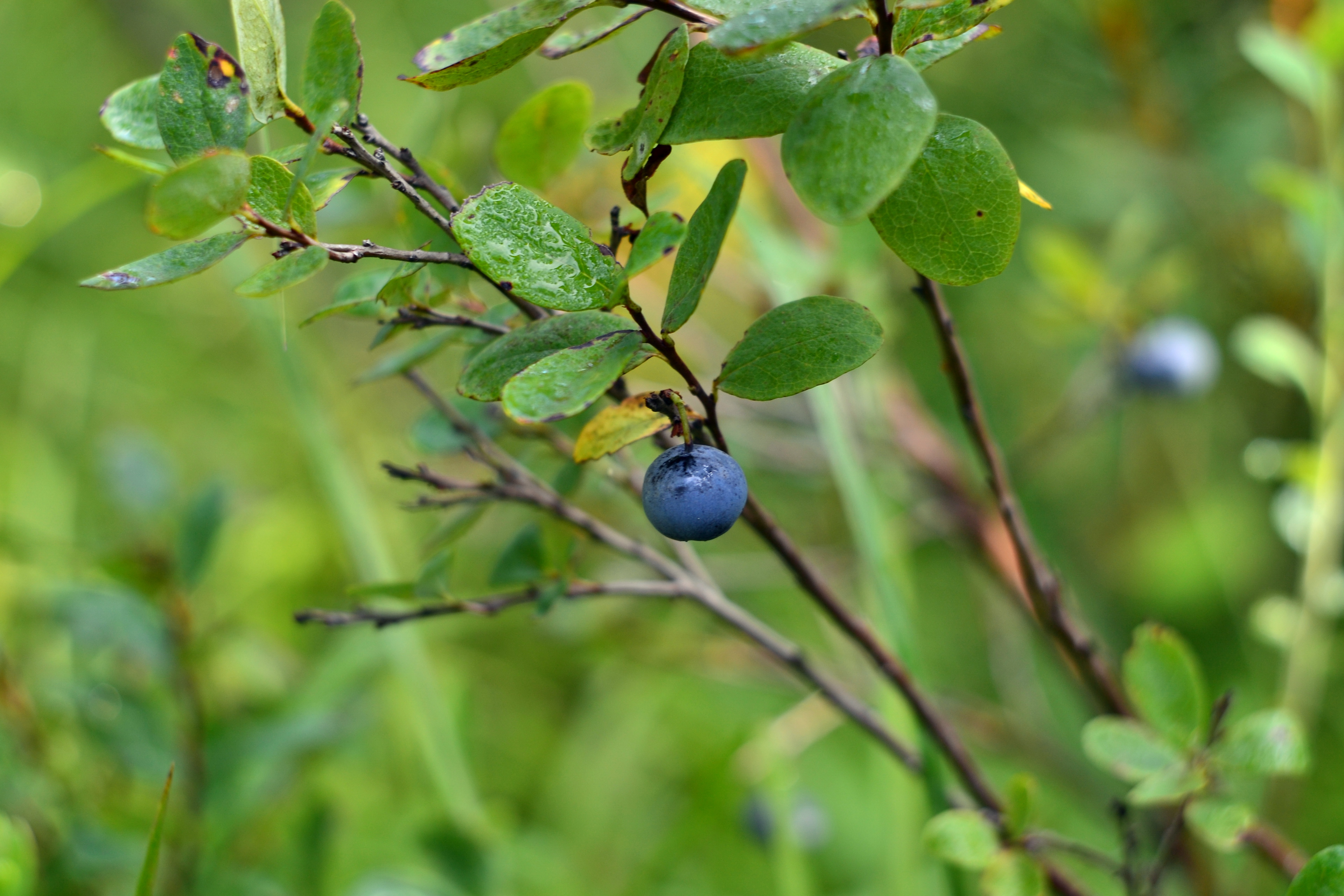